# Marton
Marton (en francès Marthon) és un municipi francès situat al departament del Charente i a la regió de la Nova Aquitània. L'any 2007 tenia 597 habitants.

## Demografia

### Població
El 2007 la població de fet de Marthon era de 597 persones. Hi havia 249 famílies de les quals 79 eren unipersonals (32 homes vivint sols i 47 dones vivint soles), 75 parelles sense fills, 75 parelles amb fills i 20 famílies monoparentals amb fills.
La població ha evolucionat segons el següent gràfic:
Habitants censats

### Habitatges

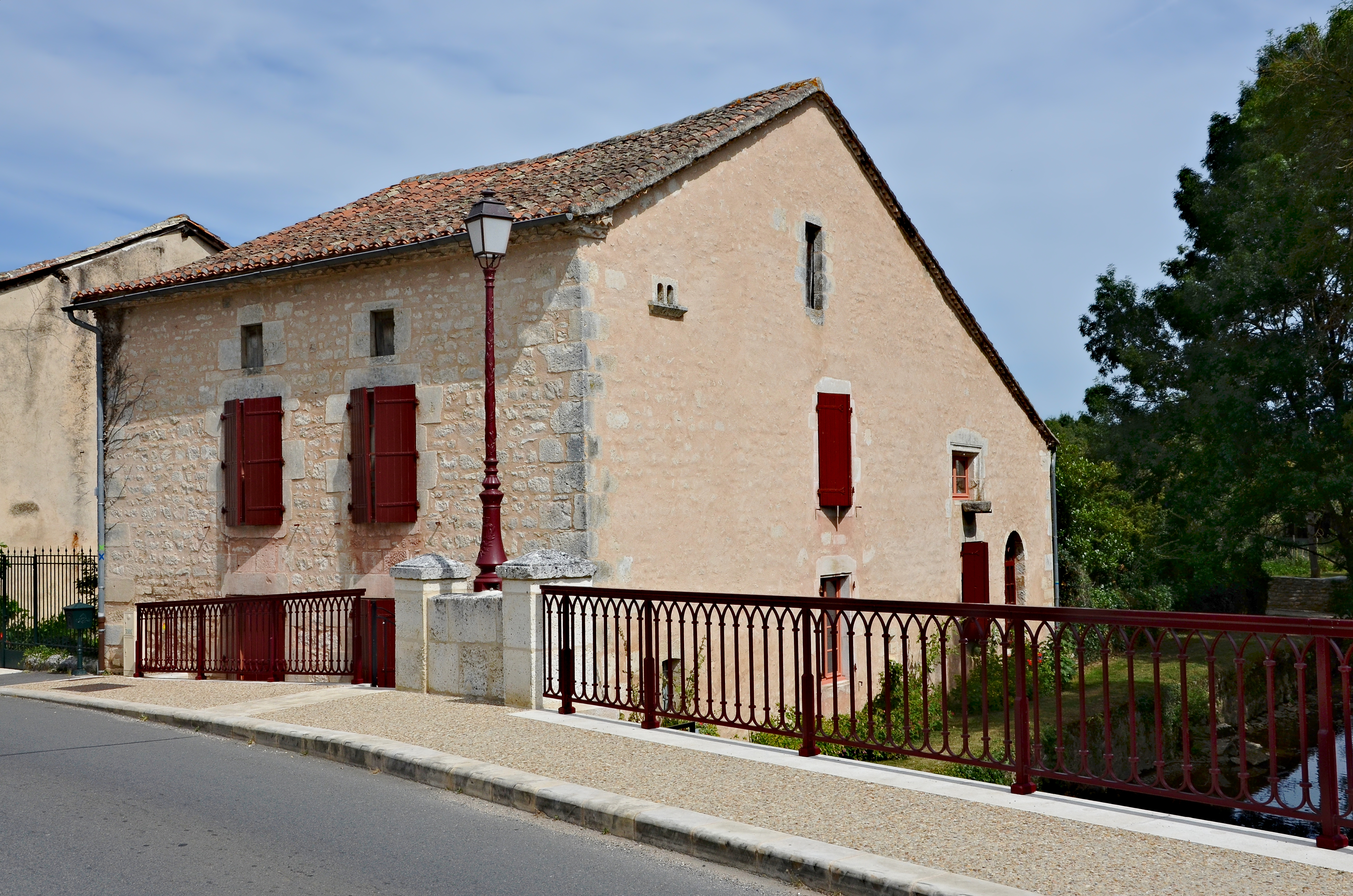
Casa de Marton

El 2007 hi havia 274 habitatges, 249 eren l'habitatge principal de la família, 8 eren segones residències i 16 estaven desocupats. 234 eren cases i 40 eren apartaments. Dels 249 habitatges principals, 177 estaven ocupats pels seus propietaris, 66 estaven llogats i ocupats pels llogaters i 6 estaven cedits a títol gratuït; 8 tenien una cambra, 22 en tenien dues, 53 en tenien tres, 80 en tenien quatre i 86 en tenien cinc o més. 216 habitatges disposaven pel capbaix d'una plaça de pàrquing. A 115 habitatges hi havia un automòbil i a 102 n'hi havia dos o més.

### Piràmide de població
La piràmide de població per edats i sexe el 2009 era:
| Homes | Edats   | Dones |
| ----- | ------- | ----- |
| 0     | 95 o +  | 0     |
| 0     | 90 a 94 | 12    |
| 8     | 85 a 89 | 8     |
| 4     | 80 a 84 | 24    |
| 16    | 75 a 79 | 8     |
| 16    | 70 a 74 | 28    |
| 20    | 65 a 69 | 16    |
| 8     | 60 a 64 | 20    |
| 4     | 55 a 59 | 8     |
| 28    | 50 a 54 | 20    |
| 16    | 45 a 49 | 16    |
| 12    | 40 a 44 | 12    |
| 20    | 35 a 39 | 36    |
| 20    | 30 a 34 | 12    |
| 20    | 25 a 29 | 16    |
| 12    | 20 a 24 | 4     |
| 20    | 15 a 19 | 8     |
| 24    | 10 a 14 | 12    |
| 12    | 5 a 9   | 16    |
| 8     | 0 a 4   | 8     |

## Economia
El 2007 la població en edat de treballar era de 342 persones, 247 eren actives i 95 eren inactives. De les 247 persones actives 219 estaven ocupades (111 homes i 108 dones) i 28 estaven aturades (9 homes i 19 dones). De les 95 persones inactives 35 estaven jubilades, 37 estaven estudiant i 23 estaven classificades com a «altres inactius».

### Ingressos
El 2009 a Marthon hi havia 239 unitats fiscals que integraven 541,5 persones, la mediana anual d'ingressos fiscals per persona era de 16.153 €.

### Activitats econòmiques
Dels 45 establiments que hi havia el 2007, 3 eren d'empreses extractives, 3 d'empreses alimentàries, 3 d'empreses de fabricació d'altres productes industrials, 4 d'empreses de construcció, 6 d'empreses de comerç i reparació d'automòbils, 2 d'empreses de transport, 5 d'empreses d'hostatgeria i restauració, 5 d'empreses financeres, 1 d'una empresa immobiliària, 5 d'empreses de serveis, 4 d'entitats de l'administració pública i 4 d'empreses classificades com a «altres activitats de serveis».
Dels 16 establiments de servei als particulars que hi havia el 2009, 1 era una oficina d'administració d'Hisenda pública, 1 gendarmeria, 1 oficina de correu, 1 una oficina bancària, 1 funerària, 1 taller de reparació d'automòbils i de material agrícola, 1 autoescola, 1 paleta, 2 guixaires pintors, 3 perruqueries, 1 restaurant i 2 agències immobiliàries.
Dels 4 establiments comercials que hi havia el 2009, 1 era una botiga de menys de 120 m², 2 fleques i 1 una floristeria.
L'any 2000 a Marthon hi havia 8 explotacions agrícoles.

## Equipaments sanitaris i escolars
L'únic equipament sanitari que hi havia el 2009 era una farmàcia.
El 2009 hi havia una escola elemental.

## Poblacions més properes
El següent diagrama mostra les poblacions més properes.